# Taung Kalat
Le Taung Kalat est un monastère dédié au bouddhisme situé dans la région de Mandalay, au Myanmar.
Le monastère a été construit sur un volcan du nom de Popa.

## Histoire
Ce temple est considéré comme « le refuge des 37 Grands Nats » (les anciens esprits de Birmanie) juste avant que le roi Anawrahta (1015-1078) ne fasse du bouddhisme la religion d’état de la Birmanie.
Le site du temple est situé au sommet d'un bouchon volcanique de 225 mètres de haut par rapport au village au pied du site s'appelant Kyaukpadaung Popa et cette installation est visible à 60 kilomètres de loin.
Ce volcan du nom de Popa est aujourd'hui éteint mais considéré comme une source d'énergie spirituelle par les bouddhistes.
Les escaliers menant au monastère ont 777 marches,,  et elles étaient autrefois entretenues par U Khandi, un ermite birman.
De plus ce neck fait au moins 100 mètres de diamètre.

## Informations importantes sur le monastère
Afin d'atteindre le sommet du site, les escaliers mis à disposition sont divisés en deux parties, une première utilisée pour faire gravir les touristes et une deuxième qui est présente pour monter pieds nus pour respecter la religion bouddhiste ; sur cette dernière partie se trouvent aussi de nombreux stands et temples pour que les visiteurs puissent faire des haltes.
De plus, selon les bouddhistes, 37 dieux Nat vivent dans ce bouchon volcanique et sont représentés par des statues à l'entrée des escaliers.
Plusieurs festivals ont lieu annuellement, un en mars, un entre mai et juin s’appelant festival de la pleine lune, et le festival de Nadaw qui, lui, a lieu entre novembre et décembre,.
En plus d'abriter ce monastère, le neck est un vrai château d'eau pour la région, oasis au milieu de l'aridité du centre du Myanmar.
En effet, la nature environnante est très présente parce que ce neck possède plus de 200 ruisseaux, alimentant la végétation qui pousse de bas en haut de ce grand rocher
Ce monastère est aussi très connu pour le nombre incalculable de singes sur ses escaliers. Une nouvelle race de macaques a été découverte sur ce bouchon volcanique.

## Galerie

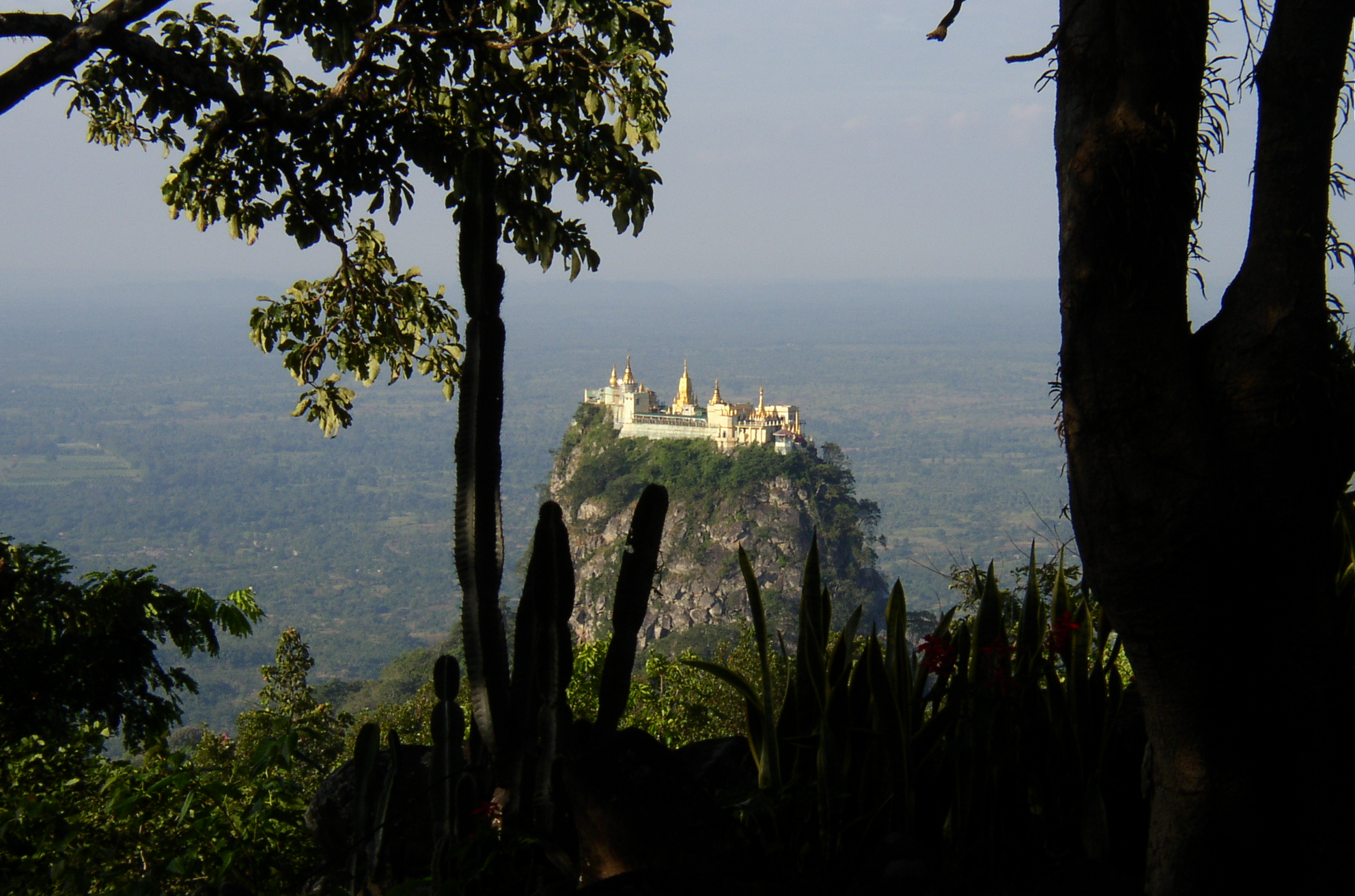
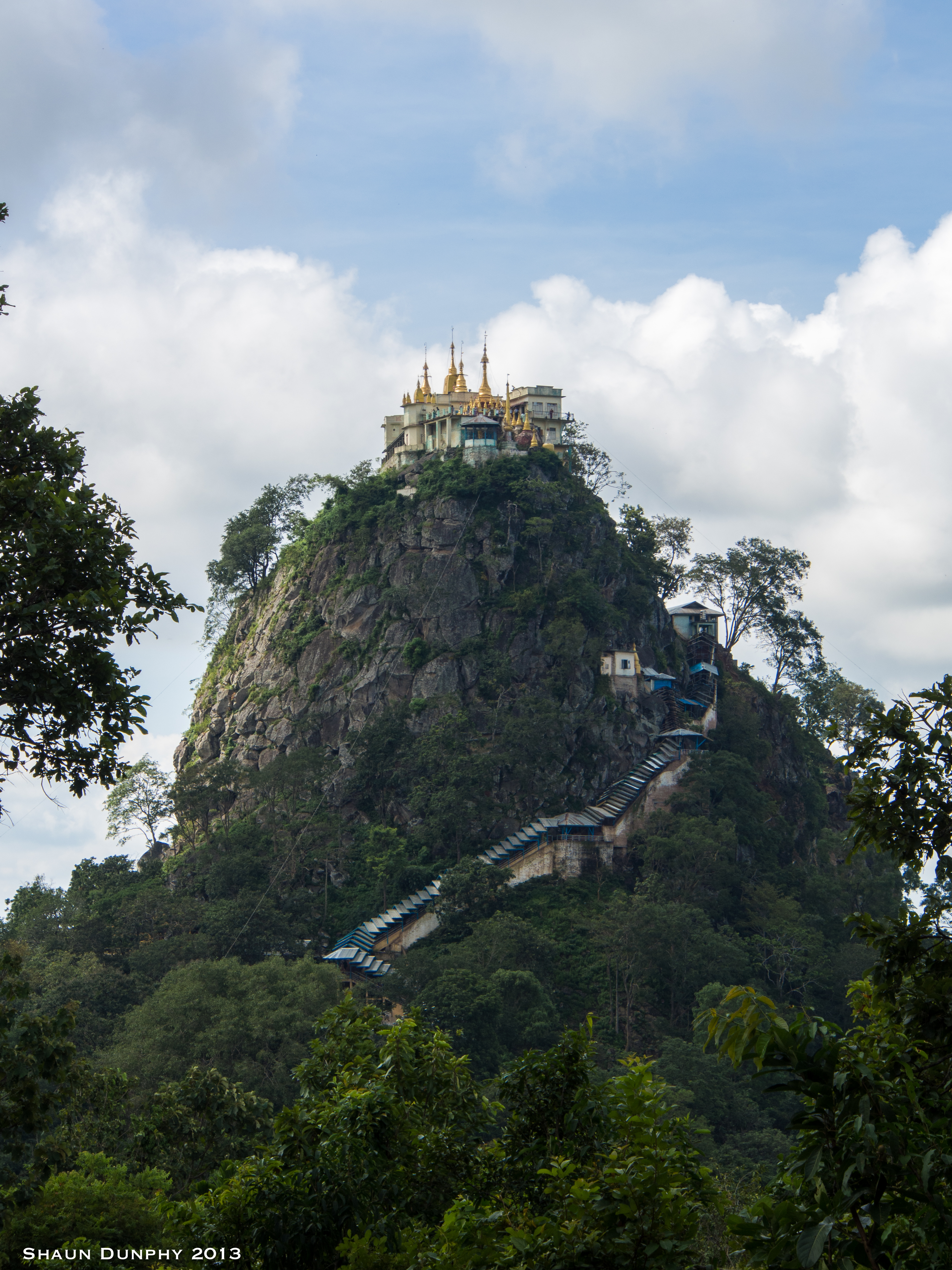
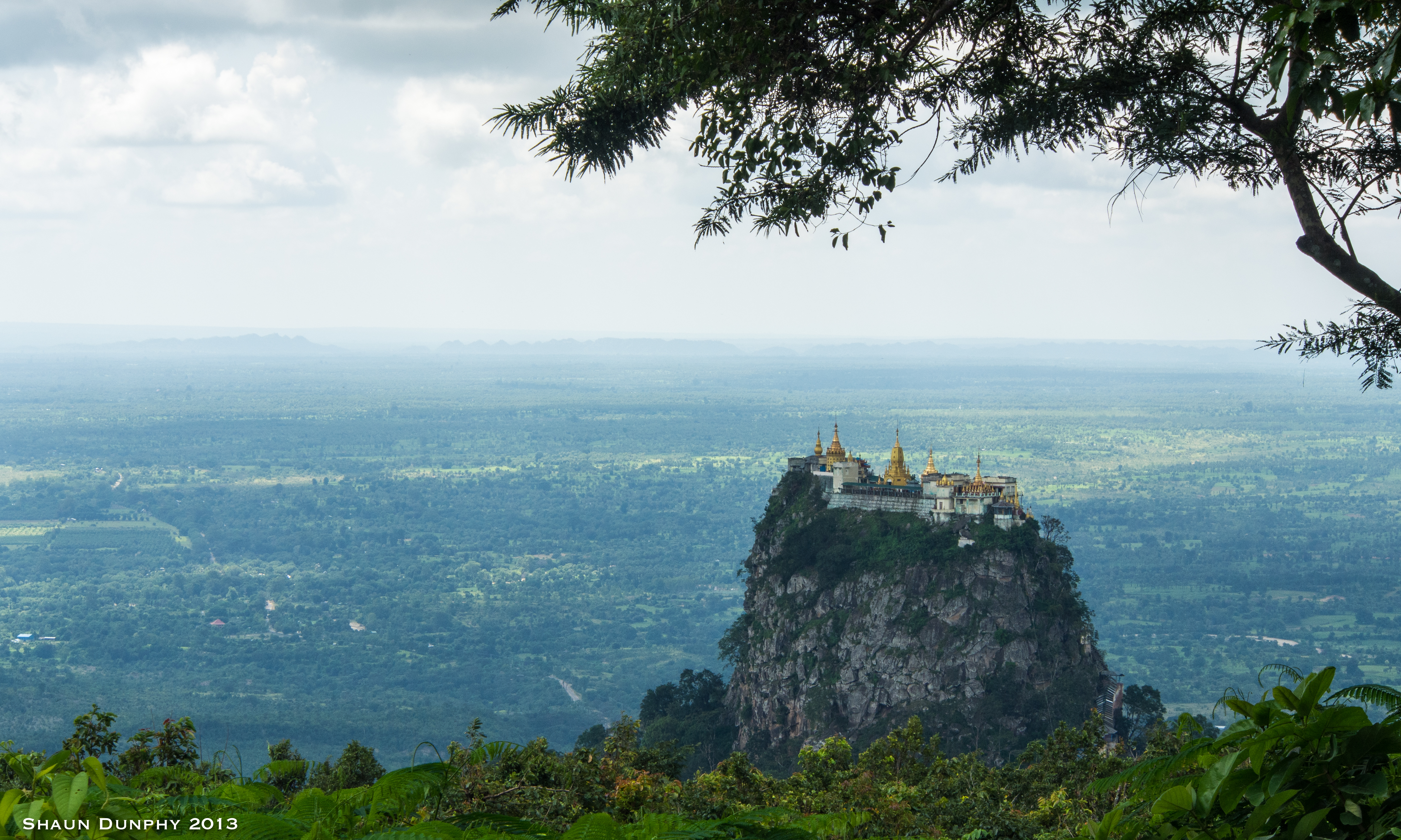
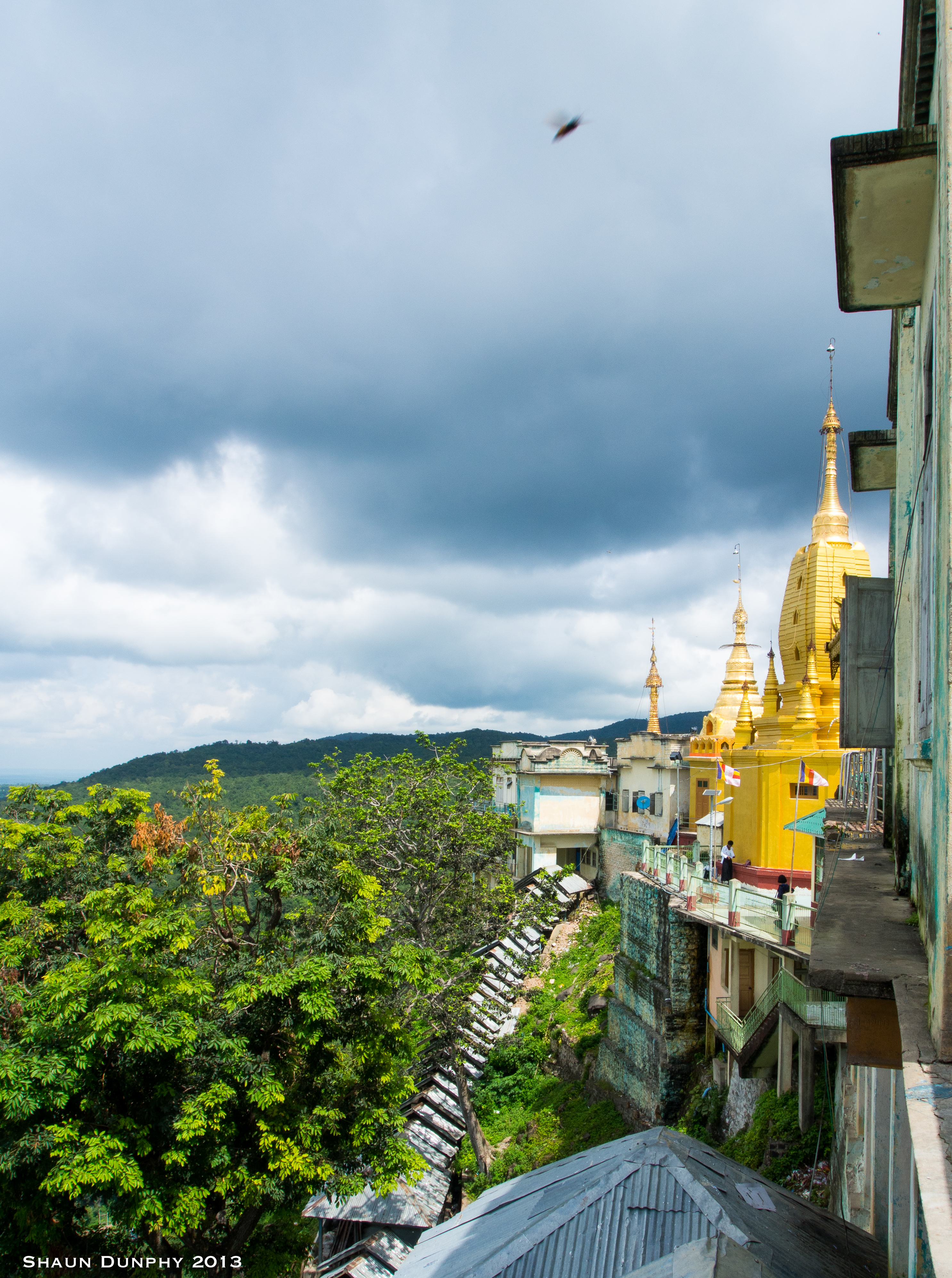
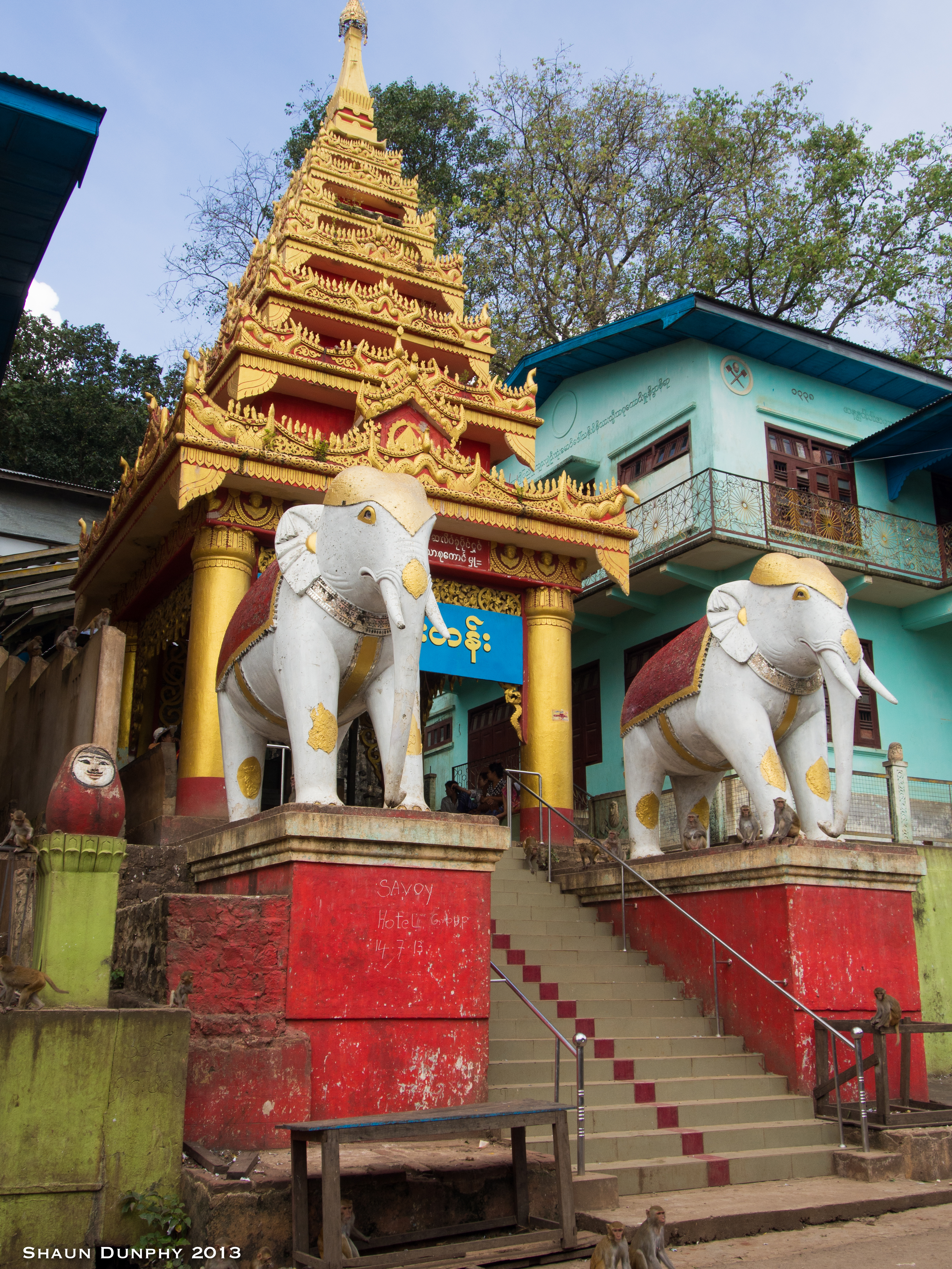